# Bert Brenen
Albert "Bert" Brenen (5 tháng 10 năm 1915 ở South Shields, Anh – tháng 2 năm 1995) là một cầu thủ bóng đá người Anh.
Brenen gia nhập York City từ St. John's College năm 1938.